# 高度技術社会推進協会
一般財団法人高度技術社会推進協会（いっぱんざいだんほうじん こうどぎじゅつしゃかいすいしんきょうかい、Technology Utopia、TEPIA）は、機械、情報、新素材、バイオ、エネルギー等の先端的技術動向を調査し、地球環境問題やイノベーションによる新規産業創出発展のための重要課題解決に役立つ最新先端技術を、体験的情報発信することを目的に設立された機関。

## 所在地
所在地はTEPIA（東京都港区北青山）。秩父宮ラグビー場と明治神宮野球場（神宮球場）に挟まれており、ここにはかつて、1952年に開業した日本初の本格民営ボウリング場「東京ボウリングセンター」があった。駐車場入口付近には「近代ボウリング発祥の地」の記念碑がある。
当協会は1989年（平成元年）、経済産業省外郭団体の財団法人機械産業記念事業財団（現在の当協会）によって東京・明治神宮外苑に開業した。設計は、槇文彦（槙総合計画事務所）によるものである。
1階と2階に展示施設を有し、機械産業や情報産業を中心とするハイテクノロジーの展示を行っている。開館以来、毎年テーマを決めて展示内容を入れ替えていたが、2008年（平成20年）4月11日からは「先端技術館＠TEPIA」と題した常設展示に変更されている。
地下1階各会議室、3階のエグジビションホール、4階のTEPIAホールと各会議室は、テピア自体のイベントに用いられるほか、賃貸も行われている。また地下2階には、東急スポーツクラブ「オアシス」が入っている。
2022年5月19日、三井不動産、明治神宮、日本スポーツ振興センター、伊藤忠商事の4者により、「神宮外苑まちづくり」プロジェクトが発足。2036年までの近隣の再開発計画が発表された。

## 主な事業内容
- 未来社会の発展のための社会的重要課題と、機械、情報、新素材、バイオ、エネルギー等の最新の先端技術を来館者、特に次の世代を担う青少年に分かり易く展示し、先端技術の果たす役割への社会的関心度を高めることに取り組む先端技術館事業
- 先端的高度技術を映像で紹介するハイテク情報サービス事業
- 先端的情報技術に関する基礎的な情報リテラシー教育事業
- 先端的技術などに関する調査研究等事業
- 高度技術社会における産業の情報発信や交流の拠点として、TEPIAホール、エキシビションホール、会議室などの施設貸出事業

## 沿革
- 1976年3月	- 財団法人機械産業記念事業財団として設立
- 1989年5月	- TEPIA館竣工。展示館・映像ライブラリー開設、TEPIAホール、展示場、会議室の施設貸出事業を開始
- 1997年10月 - 情報リテラシー事業開始
- 2001年9月	- インターネットを介しての映像のストリーミング配信開始
- 2008年4月	- 常設展示・先端技術館@tepiaの運営開始
- 2012年4月	- 一般財団法人 高度技術社会推進協会としてスタート
- 2013年6月	- スマートフォン、タブレットの高齢者層向け講座開設
- 2014年4月	- 常設展示をTEPIA 先端技術館と改称
- 2015年4月	- TEPIA 先端技術館テクノロジーラボ開設（2F）
- 2015年6月	- 子供向けロボット・3Dプリンタ教室開設
- 2016年4月	- チャレンジ助成事業（中高生のロボット開発支援）開始
- 2017年4月	- 地方でのプログラミング体験・教室等事業開始
- 2018年3月	- プログラミング体験エリア開設

## 役員
- 代表理事　会長　松永和夫（経済産業省 1974年入省）
- 常務理事　渡邉政嘉（経済産業省 1990年入省）
- 常務理事　江川邦雄（経済産業省）